# 西松任駅

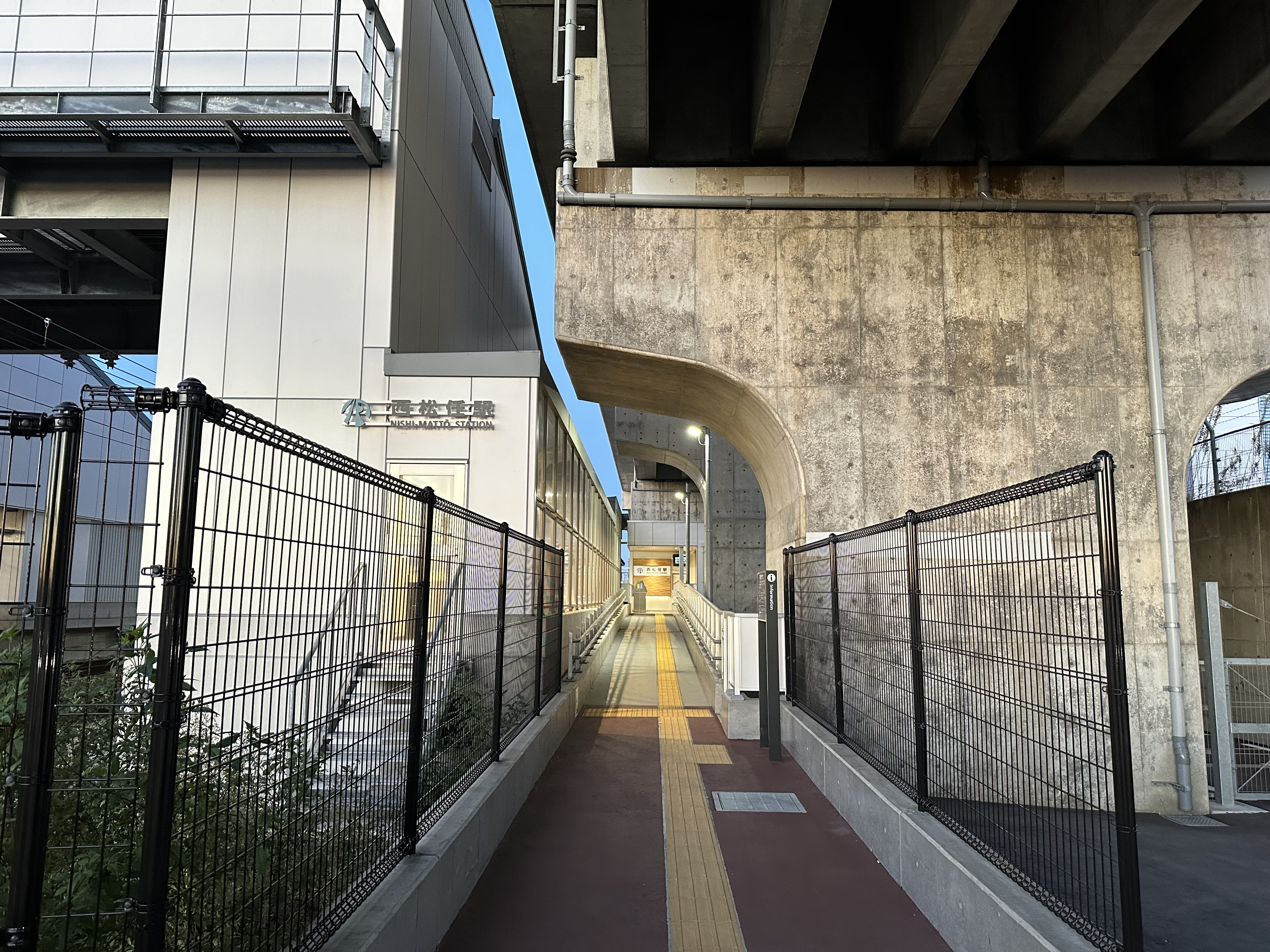
白山口（2024年11月）

西松任駅（にしまっとうえき）は、石川県白山市北安田町にある、IRいしかわ鉄道線の駅である。2024年（令和6年）3月16日の北陸新幹線 金沢駅 - 敦賀駅間延伸開業に伴い開業した。

## 概要
松任駅から約1.9 km、加賀笠間駅から約2.5 kmの位置にあり、北陸新幹線白山総合車両所に近接している。2021年（令和3年）4月27日付で北陸信越運輸局が駅設置を認可し、北陸新幹線 金沢 - 敦賀間開業に伴う並行在来線の経営移管と同日の2024年（令和6年）3月16日にIRいしかわ鉄道線の駅として開業した。新駅整備にあたっては、白山市松任北安田南部地区土地区画整理事業と連携しており、幹線鉄道等活性化事業費補助（形成計画事業）を活用し、白山市地域公共交通協議会を主体として、国（鉄道・運輸機構経由）および地方公共団体の補助金など財源として事業が進められた。
開業時点のダイヤでは、下り（金沢方面）44本、上り（福井方面）45本の列車が運行される。

## 歴史

### 年表
- 2020年（令和2年）2月20日：白山市地域公共交通協議会が設置計画を了承[4]。
- 2021年（令和3年）
  - 4月27日：北陸信越運輸局が北陸線 加賀笠間駅 - 松任駅間の新駅（仮称・西松任駅）の設置を認可[1]。
  - 10月28日 - 11月30日：駅名の募集を実施[5]。
- 2022年（令和4年）3月8日：駅名を「西松任駅」に決定する[6][7]。
- 2024年（令和6年）3月16日：北陸本線 大聖寺駅 - 金沢駅間のIRいしかわ鉄道への経営移管と同日に開業[2]。

### 駅名の由来
2021年10月28日から同年11月30日まで一般公募が行われ、この中から白山市内小学校へのアンケート調査や鉄道事業者の意見等を踏まえ、駅名等候補選定会議で候補の選定を行い決定した。なお、得票数は「白山駅（113件）」、「加賀白山駅（47件）」に次いで3番目（36件）であった。

## 駅構造

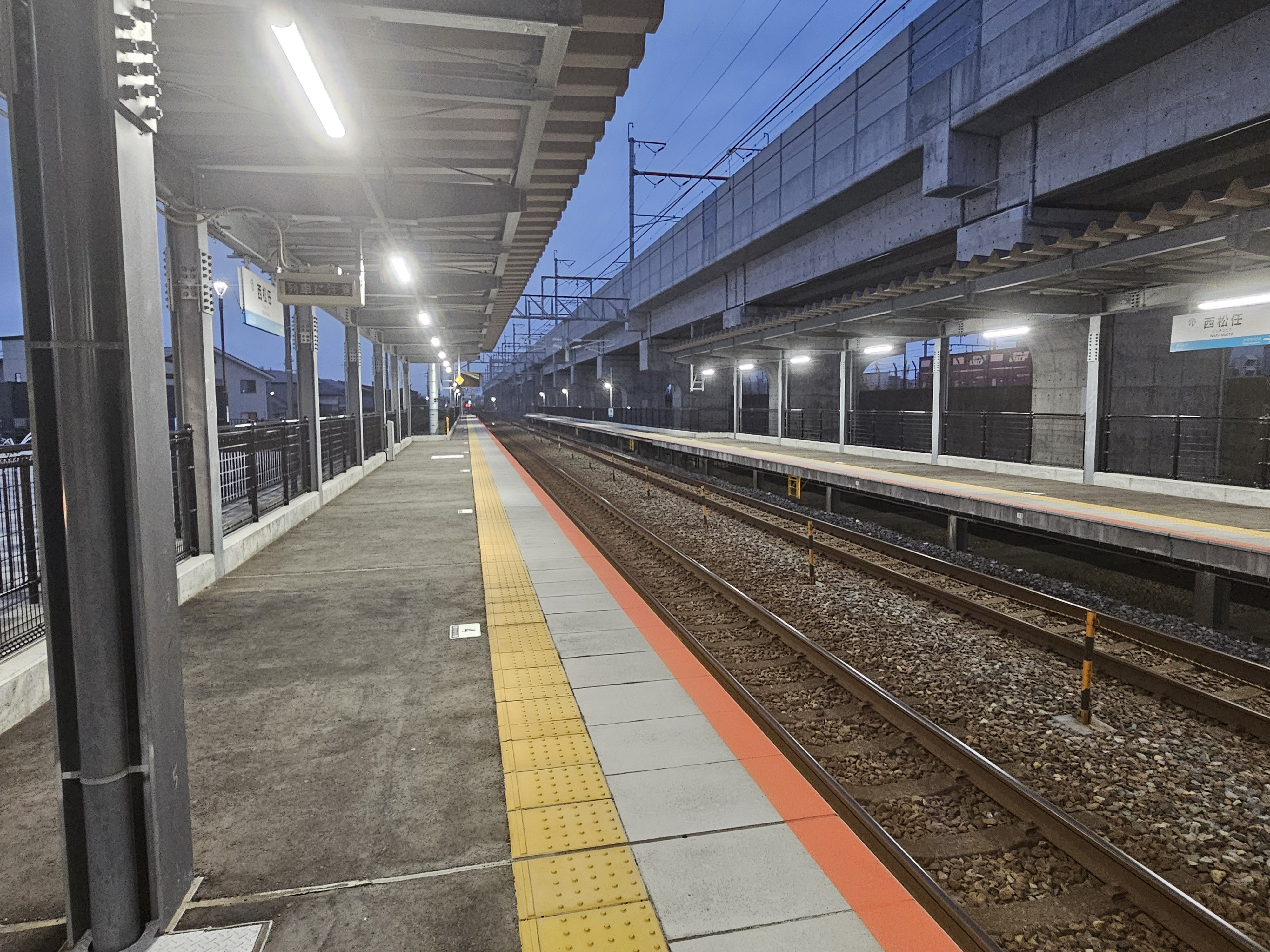
プラットホーム（2025年8月）

6両編成に対応した長さ130 mを有する相対式ホーム2面2線のホームを有する地上駅。各ホームにはバリアフリー対策としてエレベーターが設置されている。自動券売機や待合室は下り線ホームにのみ設置されている。

### のりば
| のりば | 路線              | 方向 | 行先           | 備考 |
| ------ | ----------------- | ---- | -------------- | ---- |
| 1      | ■IRいしかわ鉄道線 | 下り | 金沢方面       |      |
| 2      | ■IRいしかわ鉄道線 | 上り | 小松・福井方面 |      |

## 利用状況
利用者数は1日あたり約1,870人を見込んでいる。

## 駅周辺
- 白山総合車両所[6]
- イータウン白山
- 松任総合運動公園[6]
- 白山市役所[6]

## 隣の駅
IRいしかわ鉄道
■IRいしかわ鉄道線
■快速
通過
■普通
加賀笠間駅 - 西松任駅 - 松任駅